# Prioritní fronta
Prioritní fronta je abstraktní datový typ v informatice. K jeho prvkům se na rozdíl od prvků obyčejné fronty váže ještě priorita: Pokud mají prvky stejnou prioritu, opouští frontu v pořadí, v jakém do ní byly vloženy, ale prvek s vyšší prioritou prvky s nižší prioritou předběhne a jde na výstup dříve.
Seřazená fronta tedy nabízí přinejmenším následující dvě operace:
zařaď do fronty s udanou prioritoupřijímá jako vstup prvek a jeho prioritu a prvek s jeho prioritou zařadí do fronty
vydej nejstarší z prvků s nejvyšší prioritouodstraní z fronty ten z prvků s nejvyšší prioritou, který je tam nejdéle, a vrátí ho jako svůj výstup
Někdy jsou implementovány i další funkce, například možnost zjistit prvek s nejvyšší prioritou bez toho, že by byl odstraněn.

## Implementace
Prioritní frontu je možné implementovat různými způsoby. Jednodušší na naprogramování, ale náročnější na procesorový čas jsou implementace neseřazeným polem nebo spojovým seznamem. Taková řešení nabízejí vložení v konstantním čase, ovšem vydání prvku s nejvyšší prioritou má časovou náročnost {\displaystyle O(n)}.
Rozšířenější je implementace pomocí haldy, kde má zařazení i vydání prvku s nejvyšší prioritou časovou náročnost {\displaystyle O(\log n)}; platí to např. pro binární nebo binomiální haldu. Zvláštním případem je Fibonacciho halda, operace vložení do ní má asymptotickou složitost {\displaystyle O(1)} a vydání z ní toho prvku, jenž má nejvyšší prioritu, amortizovanou časovou složitost {\displaystyle O(\log n)}.